# Hassan Kessy
Hassan Khamisi Ramahdani, meglio conosciuto come Hassan Kessy (Morogoro, 25 dicembre 1994), è un calciatore tanzaniano, difensore del Nkana e della Nazionale tanzaniana.

## Caratteristiche tecniche
È un terzino destro.

## Carriera

### Club
Nel 2014, dopo aver militato al Mtibwa Sugar, passa al Simba. Nel 2016 viene acquistato dallo Young Africans. Nel 2018 si trasferisce in Zambia, al Nkana.

### Nazionale
Ha debuttato in Nazionale il 28 novembre 2015, in Etiopia-Tanzania (1-1), gara valida per la Coppa CECAFA 2015.

## Palmarès

### Club

#### Competizioni nazionali
- Campionato di calcio della Tanzania: 1

Young Africans: 2016-2017
- Coppa dello Zambia: 1

Nkana: 2018